# Českomoravská fotbalová liga
De Českomoravská fotbalová liga (Nederlands: Boheems-Moravische voetballiga) was, samen met de 1. slovenská národní liga, de op een na hoogste voetbalcompetitie in Tsjecho-Slowakije. De Českomoravská fotbalová liga was de competitie voor teams uit de deelstaat Tsjechië, terwijl de 1. slovenská národní liga bestond uit teams uit de deelstaat Slowakije. Tussen 1977 en 1981 heette de competitie Česká národní fotbalová liga (Tsjechische nationale voetballiga) en tussen 1981 en 1991 1. česká národní fotbalová liga (1e Tsjechische nationale voetballiga). De eerste vier seizoenen waren de clubs verdeeld in twee groepen Skupina A en Skupina B van ieder 16 teams met een barragewedstrijd tussen de winnaars van de twee groepen. Hierna werd aantal teams tot 16 teruggebracht in één competitie. Eén seizoen, 1987/88, werd afgewerkt met 15 teams, omdat TJ Vagonka Česká Lípa uit de competitie werd gezet. Na de splitsing van Tsjecho-Slowakije in Tsjechië en Slowakije werd de competitie omgevormd in de 2. liga.

## Kampioenen
| Seizoen | Kampioen                                                    |
| ------- | ----------------------------------------------------------- |
| 1977/78 | TJ Spartak BS Vlašim (A) TJ VP Frýdek-Místek (B)            |
| 1978/79 | TJ Rudá Hvězda Cheb (A) TJ VP Frýdek-Místek (B)             |
| 1979/80 | TJ Sklo Union Teplice (A) TJ Spartak ZVÚ Hradec Králové (B) |
| 1980/81 | TJ Sklo Union Teplice (A) TJ Vítkovice (B)                  |
| 1981/82 | TJ Sigma ZTS Olomouc                                        |
| 1982/83 | TJ Sklo Union Teplice                                       |
| 1983/84 | TJ Sigma ZTS Olomouc                                        |
| 1984/85 | TJ Zbrojovka Brno                                           |
| 1985/86 | TJ Škoda Pilsen                                             |
| 1986/87 | TJ Spartak ZVÚ Hradec Králové                               |
| 1987/88 | TJ Škoda Pilsen                                             |
| 1988/89 | TJ Zbrojovka Brno                                           |
| 1989/90 | TJ RH Spartak ZVÚ Hradec Králové                            |
| 1990/91 | TJ Dynamo České Budějovice                                  |
| 1991/92 | FC Boby Brno                                                |
| 1992/93 | FK Viktoria Žižkov                                          |

Československá fotbalová liga · Českomoravská fotbalová liga · Slovenská národná futbalová liga · Lagere voetbaldivisies · Tsjecho-Slowaakse voetbalbeker · ČSFS · Nationaal voetbalelftal